# Van Hemert Groep Cycling/2002
Samenstelling van de Van Hemert Groep Cycling-wielerploeg in 2002:
| Naam                  | Geboortedatum | Nationaliteit       |
| --------------------- | ------------- | ------------------- |
| Igor Abakoumov        | 30-05-1981    | België              |
| Ruud Aerts            | 02-09-1979    | Nederland           |
| Wilfried Bastiaanse   | 18-05-1971    | Nederland           |
| Jeroen Boelen         | 27-01-1978    | Nederland           |
| Roel Egelmeers        | 22-05-1979    | Nederland           |
| Marc Goetschalckx     | 07-06-1977    | België              |
| Kees Jeurissen        | 05-05-1976    | Nederland           |
| Martijn Lust          | 29-11-1975    | Nederland           |
| Tim Meeusen           | 07-01-1977    | Nederland           |
| Oliver Penney         | 08-02-1969    | Verenigd Koninkrijk |
| Julien Smink          | 15-02-1977    | Nederland           |
| John Talen            | 18-01-1965    | Nederland           |
| Robbert van der Stelt | 30-03-1979    | Nederland           |
| Peter van der Velden  | 16-03-1974    | Nederland           |
| Alain van Katwijk     | 28-02-1979    | Nederland           |
| Martin van Steen      | 08-11-1969    | Nederland           |